# Identitat autosobirana

Relació entre entitats, identitats i atributs / identificadors

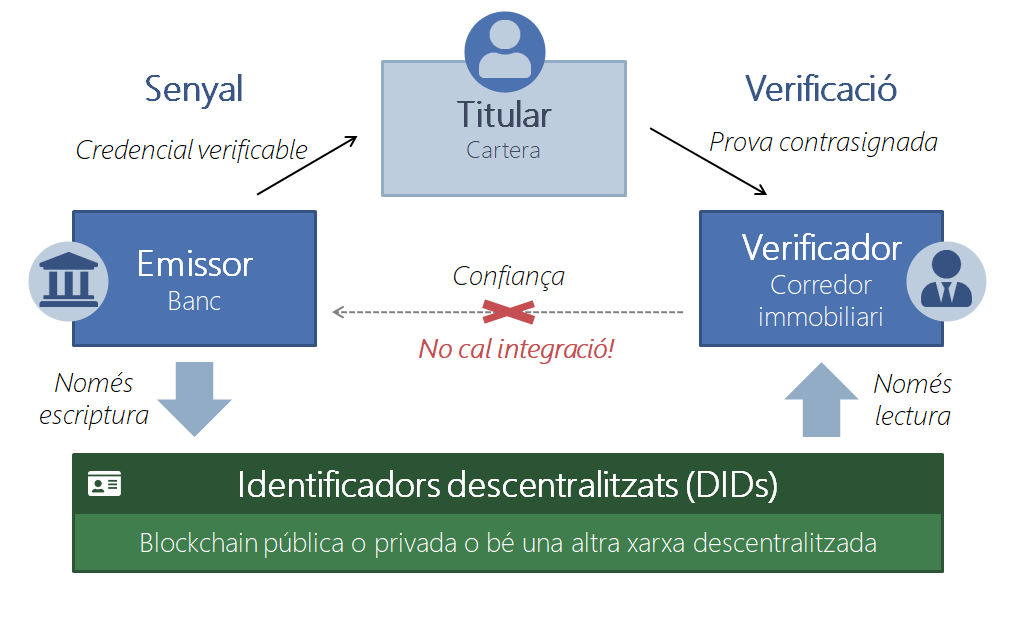
Els identificadors descentralitzats (DIDs) es poden utilitzar per habilitar identitats autosobiranes.

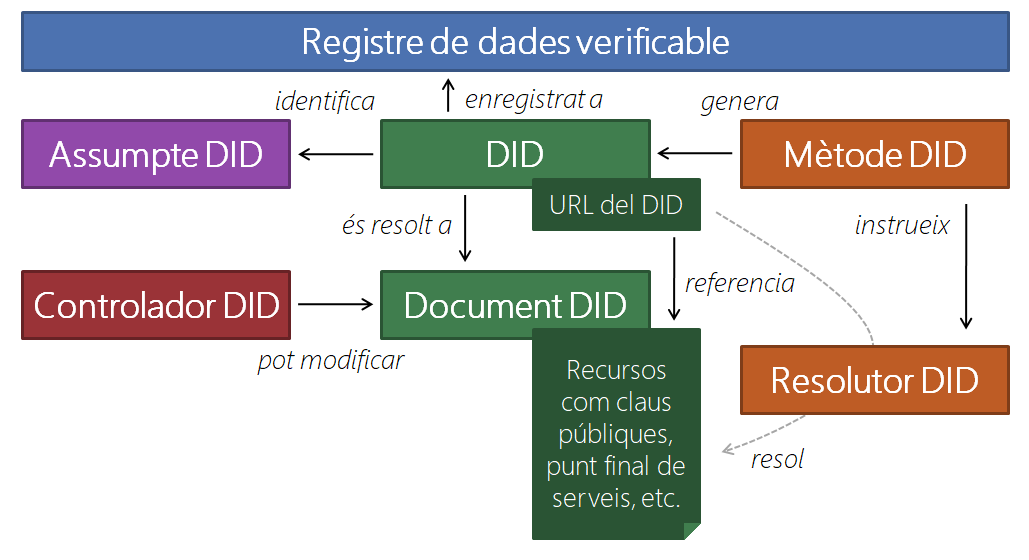
Components bàsics de l'arquitectura d'un identificador descentralitzat

La identitat autosobirana (en anglès, self-sovereign identity o SSI) és un terme utilitzat per descriure un moviment digital basat en el control personal de la pròpia identitat per part dels individus, és a dir, sense la intervenció d'autoritats administratives. L'objectiu principal d'aquest moviment és la interacció entre les persones al món digital amb les mateixes llibertats, capacitats i condicions d'igualtat amb les quals es mouen a la realitat.

## Descripció
El concepte d'identitat autosobirana prové de la idea que cadascú té diferents formes úniques d'informació identificativa, la qual podria incloure aspectes com la data de naixement, la nacionalitat, els estudis universitaris, etc. Al món físic, aquests són representats amb documents o certificats gestionats per cada individu en llocs segurs, i són presentats quan ha de demostrar la seva identitat o qualsevol altre tret relacionat amb aquesta.
La identitat autosobirana, per tant, és presentada com una alternativa al procés d'identificació tradicional mencionat. Aquesta nova forma d'identitat digital comporta les mateixes llibertats i autonomia personal a Internet en un sistema que permet administrar-la d'una forma segura i fiable. El mateix concepte d'identitat autosobirana, de fet, significa que l'individu en sí (o bé la pròpia organització) pot gestionar els elements que conformen la seva identitat i controlar digitalment l'accés a les credencials mencionades. Amb aquest sistema, per tant, el poder de controlar les dades personals resideixen en el propi individu i no pas en un grup administratiu tercer que n'hagi de concedir l'accés.
El sistema d'identitat autosobirana, a més, permet que l'individu faci servir el seu dispositiu digital propi per tal d'autentificar la seva pròpia identitat a partir de l'ús de les credencials que han estat anteriorment anomenades. A més, fa possible que l'usuari pugui utilitzar-les de forma privada allà i en el moment en què ho desitgi. La privacitat, de fet, és un dels trets fonamentals de la identitat autosobirana, ja que sense ella no hi ha control: el propietari de la identitat ha de poder controlar completament qui veu què.
En els sistemes tradicionals d'identificació, els drets de l'anomenat "subjecte d'identitat" estan completament subordinats als del proveïdor de la identitat. Amb la identitat autosobirana, en canvi, cada usuari determina de manera autònoma el paper que ell mateix tindrà, en qui confiarà i allò en què creurà.

### Característiques principals
Tal com ha estat prèviament explicat, el nom que rep aquest sistema es deu precisament al control que cadascú té pel que fa a la seva identitat (com si cadascú fos la seva pròpia nació sobirana). Tothom pot controlar la seva pròpia informació i les seves relacions i, d'aquesta manera, l'existència digital de cada individu és completament independent de qualsevol organització. Aquest fet representa un canvi monumental en la manera amb la qual la identitat funciona a les xarxes, ja que el resultat és un règim d'identitat a Internet molt més flexible, segur, privat, pràctic i econòmic.
D'aquesta manera, es pot afirmar que els principals trets distintius que caracteritzen aquest sistema innovador d'identitat són els següents: l'existència (tots els usuaris han de tenir una existència independent); el control (tothom ha de poder controlar la seva pròpia identitat); l'accés (cadascú ha de poder accedir a les seves dades); la transparència (tots els sistemes i algoritmes han de ser completament transparents); la persistència (les identitats han de ser de llarga durada); portabilitat (la informació i els serveis d'identitat s'han de poder transportar); la interoperabilitat; el consentiment (els usuaris han d'estar d'acord amb els usos que es fa de la seva identitat) i la protecció.

## Principals iniciatives i solucions
Fins al moment, tan sols s'han dut a terme algunes primeres iniciatives amb la finalitat de demostrar que la identitat autosobirana pot esdevenir una realitat que, d'una manera simple, consistiria en l'aplicació mòbil d'un usuari l'ús de tecnologia Blockchain. Aquesta aplicació mòbil de l'usuari consisteix en una cartera (wallet) d'identitat similar a la cartera física on es guarden els documents d'identificació (document d'identitat, llicència de conduir, etc.), cosa que converteix l'usuari en el responsable tant de les identificacions que presenta com d'aquelles persones a qui es les mostra. El nou protocol d'identitat és una nova capa de servei que estableix vincles entre les anomenades carteres i les empreses, intercanviant les seves dades i confiant en elles per tal que puguin iniciar una transacció segura i fiable. Finalment, la tecnologia Blockchain actua com l'estructura base descentralitzada on les transaccions es poden registrar, de manera que la validesa de la informació l'estableix la pròpia xarxa en lloc d'una sola autoritat.
Un exemple d'empresa que ha nascut amb l'objectiu d'establir una utilitat pública per a la identitat autosobirana és Sovrin, fundada l'any 2016 i basada en una tecnologia Blockchain de codi obert. En aquest cas, l'aplicació consisteix en un ledger d'accés públic on diferents entitats públiques poden registrar-ne la identificació, amb un centre de dades personals per a l'emmagatzematge de la informació de l'usuari i la possibilitat d'establir vincles d'igual a igual sense haver d'accedir-hi directament.
Aquesta, però, no és la única solució referent a la identitat autosobirana. De fet, altres iniciatives com la que suposa Ethereum permeten, per mitjà d'un sol ledger, emmagatzemar els contractes d'identitat, amb una aplicació com a cartera d'identificació i dades personals emmagatzemades en solucions de dades distribuïdes off-chain tipus IPFS. De la mateixa manera, també cal mencionar altres companyies com uPort o Jolocom, que han proposat certes solucions fonamentades també en aquesta tecnologia, així com VIDChain, que presenta una proposta de tecnologia agnòstica de la identitat autosobirana.
Paral·lelament, les institucions públiques estan invertint en proves de conceptes per tal de mostrar el valor real d'una solució que pugui facilitar els processos digitals cada vegada més costosos entre els ciutadans i les institucions públiques. Algunes convocatòries públiques obertes per a la innovació, com l'European H2020 (Blockchains for Social Good) ja estan assignant fons perquè això sigui possible. També s'han vist iniciatives públiques que s'estan consolidant, com el Consorci Alastria Espanyol, l'Associació Internacional Europea d'Aplicacions de Blockchain de Confiança (INATBA) recentment llançades, i altres iniciatives per establir estàndards d'identitat, com la Decentralized Identity Foundation (DIF).

## Identitat autosobirana a Catalunya: IdentiCAT
El 7 de setembre de 2019, el Govern de Catalunya va presentar el projecte IdentiCAT, un nou model d'identitat digital en què els ciutadans són propietaris i gestors de la seva identitat en qualsevol activitat personal de relació digital. Tal com va anunciar el president Quim Torra juntament amb el conseller de Polítiques Digitals i Administració Pública, Jordi Puigneró, i l'expert Nacho Alamillo, el nou instrument serà gestionat pels ciutadans, i la Generalitat només hi actuarà com a validadora de les dades. Aquest model estarà basat en tecnologia DLT (Distributed Ledger Technology), sobre la qual s'implementen solucions Blockchain com les que han estat esmentades a l'anterior secció.
El ciutadà, a través d'un programari específic, podrà tenir les seves dades als seus dispositius i proporcionar-les per a la seva verificació sense la necessitat de confiar en una autoritat central, de tal manera que tindrà un control complet sobre com es conserva i s'utilitza la seva informació personal. Així doncs, l'administració passa a tenir només un paper de validador de la tecnologia, i la ciutadania passa a gestionar la seva pròpia identitat.
Aquest projecte, que teòricament es posarà en marxa l'any 2020, s'emmarca en l'Estratègia Blockchain de Catalunya, aprovada pel Govern el passat 18 de juny, i té un pressupost inicial de 550.000 euros. No obstant això, encara s'ha de concretar quina serà la seva forma tecnològica, tot i que els seus responsables veuen molt probable que s'hi utilitzin elements de caràcter biomètric. Tal com ha afirmat el mateix conseller, el funcionament pràctic del sistema segurament serà possible gràcies a una aplicació per a dispositius mòbils que caldrà descarregar i activar amb un procés de registre o d'alta −tenint en compte, és clar, els casos excepcionals en què no es disposi de dispositiu mòbil o existeixi una discapacitat que dificulti l'accés a la identitat digital.
El responsable de Polítiques Digitals, a més, ha insistit en el fet que seran els usuaris aquells que dosifiquin les seves dades en funció de la relació amb cada interlocutor. Així, per exemple, quan un ciutadà vulgui acreditar que és major d'edat, no caldrà que mostri tot el seu document d'identitat, sinó que amb la nova tecnologia ho podrà acreditar seleccionant només la dada concreta.